# 중화민국 국가발전위원회

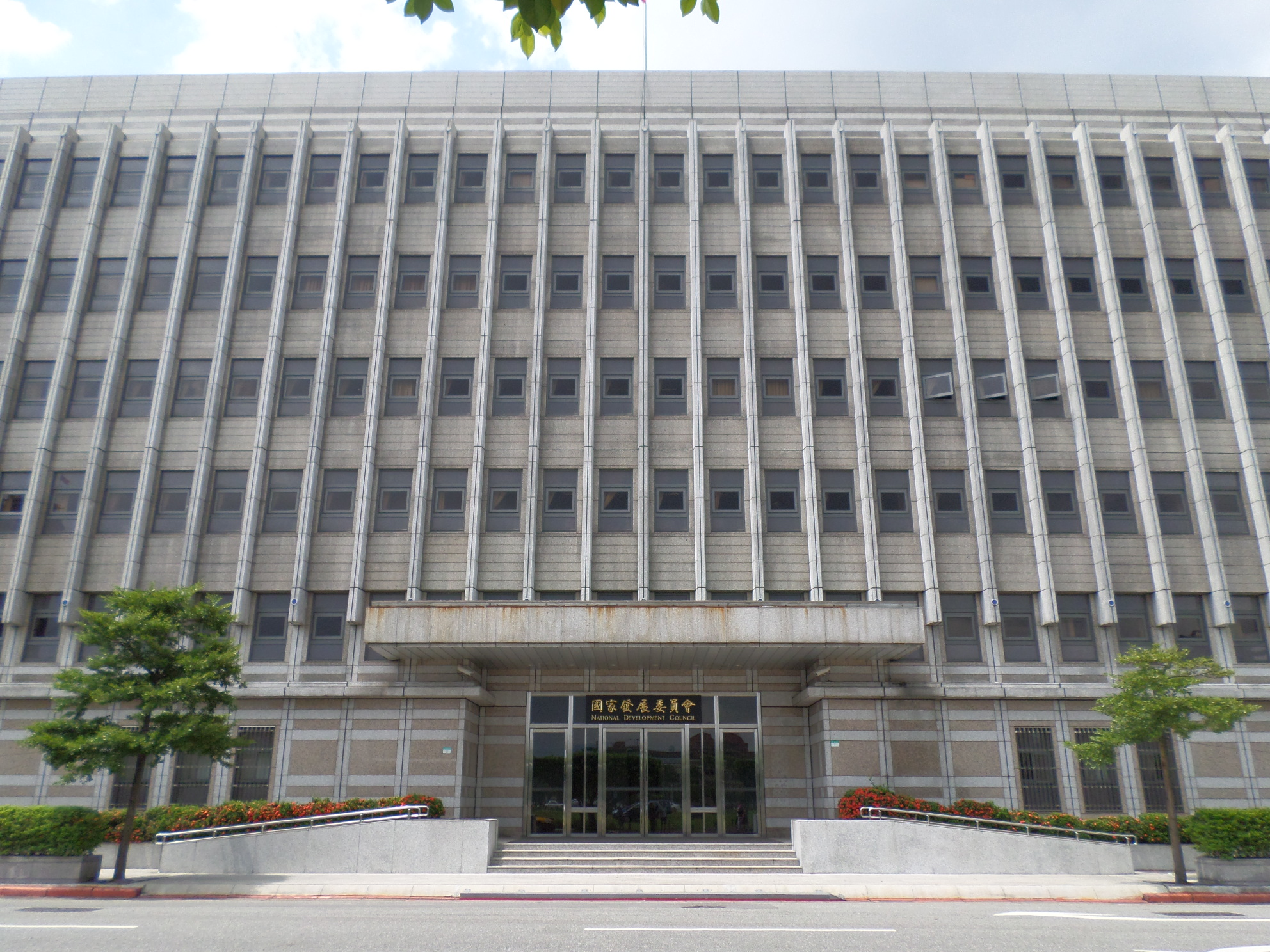

중화민국 국가발전위원회 (中華民國國家發展委員會)는 현재 중화민국 정부의 국가발전에 관한 최고 주무기관이다. 약칭은 국발회(國發會)이다. 중화민국 행정원에 소속되어 있고 전신조직은 행정원경제건설위원회(行政院經濟建設委員會)와 행정원연구발전고핵위원회(行政院研究發展考核委員會)이다. 주요 책임 업무는 국가발전전략계획, 경제와 사회발전 촉진, 정부 관리 등 업무를 담당하고 있다. 그래서 소행정원(小行政院)이라는 별칭으로 호칭된다.
국가발전위원회'국발회'를 말한다)는 지금이다[중화민국]국가 미래 발전에 관한 최고 주관기관은 행정원에 소속되어 있으며, 전신으로는 「행정원 경제건설위원회」와행정원 연구 발전 심사 위원회.국가미래발전전략계획의 기획, 경제 및 사회 전체의 발전 촉진, [공공행정학 | 정부관리] 등의 업무를 담당하고 있는데, 그 범위가 초과[부회]에 해당하기 때문에] 업무 중에 「'」「소행정원」이 있다.의 별칭.

## 같이 보기
- 중화민국 행정원